# Alto Bío-Bío
Alto Bío-Bío, auch Alto Biobío, ist eine Kommune in der Provinz Bío-Bío in der Región del Biobío in Chile. Bei der Volkszählung im Jahr 2017 hatte sie 5923 Einwohner. Die Gemeinde erstreckt sich über eine Fläche von 2124,6 km². Die Hauptstadt ist die Stadt Ralco.

## Geschichte
Die heutige Gemeinde wurde am 25. August 2003 außerhalb der Stadt Santa Bárbara gegründet. Im Mai 2013 brach der Vulkan Copahue aus. Es wurde Alarmstufe Rot verordnet und die Bevölkerung in der Umgebung des Vulkans evakuiert. Die Armee unterstützte die Evakuierungen im Ralco-Nationalreservat.

## Bevölkerung
Die Gemeinde Alto Bío-Bío zeichnet sich vor allem durch die Anwesenheit des Volkes der Mapuche Pewenche aus, das 86 % der Bevölkerung der Gemeinde ausmacht. Laut der Volkszählung des Nationalen Statistikinstituts von 2002 hatte Alto Bío-Bío 7027 Einwohner. Davon lebten 1094 (15,6 %) in städtischen Gebieten und 5933 (84,4 %) in ländlichen Gebieten. Die Bevölkerung wuchs zwischen den Volkszählungen 1992 und 2002 um 31,2 % (1671 Personen). Laut der Volkszählung im Jahr 2017 hatte die Gemeinde eine Bevölkerung von 5923 Menschen.

## Orte
Die Kommune Alto Biobío ist in 12 verschiedene Orte unterteilt:
- Butalelbun
- Trap Trapa
- Mesh Mesh
- Cauñicu
- Pitril
- Callaqui
- Hazel
- Quepuca Ralco
- Aukin Wallmapu
- Ralco Lepoy
- Boat
- Guayali